# Bonārī-ye Soflá
Bonārī-ye Soflá (persiska: بَنارئ پائين, بُنارئ پائين, بُناری, بِنارئ پَئين, Banārī-ye Pā’īn, بناری سفلی) är en ort i Iran.   Den ligger i provinsen Kohgiluyeh och Buyer Ahmad, i den centrala delen av landet, 600 km söder om huvudstaden Teheran. Bonārī-ye Soflá ligger 1 128 meter över havet och antalet invånare är 309.
Terrängen runt Bonārī-ye Soflá är kuperad åt sydväst, men åt nordost är den bergig. Terrängen runt Bonārī-ye Soflá sluttar västerut. Runt Bonārī-ye Soflá är det ganska glesbefolkat, med 45 invånare per kvadratkilometer. Närmaste större samhälle är Cheram, 5,4 km norr om Bonārī-ye Soflá. Omgivningarna runt Bonārī-ye Soflá är i huvudsak ett öppet busklandskap.